# Ocotea limae
Ocotea limae är en lagerväxtart som beskrevs av Vattimo. Ocotea limae ingår i släktet Ocotea och familjen lagerväxter. Inga underarter finns listade i Catalogue of Life.